# Josef Václav Sládek
Josef Václav Sládek (27. října 1845 Zbiroh – 28. června 1912 Zbiroh) byl český spisovatel, básník, novinář a překladatel. Patří mezi zakladatele české poezie pro děti, spisovatele vlastence a představitele realismu. Byl jmenován členem České akademie císaře Františka Josefa I.

## Život
Narodil se ve Zbirohu v domě č. p. 28 jako první z pěti dětí zednickému mistru Petru Sládkovi (1816–1908) a jeho manželce Antonii, dceři zbirožského pekaře Josefa Mizery (1829–1893). Jeho sourozenci: Františka Topinková (1847–1898), Wilhelmína Müllerová (1851–1877), Benygna Nová (1854–1923) a Václav Sládek.
Ve zbirožské obecné škole se mu v letech 1851–1856 jako nadanému žáku věnoval farář Pavel Šimandl, který mu zpřístupnil svou knihovnu, vyučoval jej literatuře a připravil pro další studium. V roce 1857 Sládek začal studovat na piaristickém gymnáziu na Panské ulici v Novém Městě v Praze při kostele svatého Kříže. (Od roku 1953 zde sídlí Střední průmyslová škola sdělovací techniky.) Pro neshody s třídním učitelem Eusebiem Durdíkem a kvůli německému vyučovacímu jazyku přešel v roce 1862 na české akademické gymnázium v Praze. Zde byli jeho spolužáky např. Jaromír Čelakovský, Svatopluk Čech, Emanuel Engel nebo Václav Robert z Kounic, členové studentských literárních spolků. Pod jejich vlivem se Sládek začal pokoušet o první básně. Maturitní zkoušku zde složil v roce 1865.

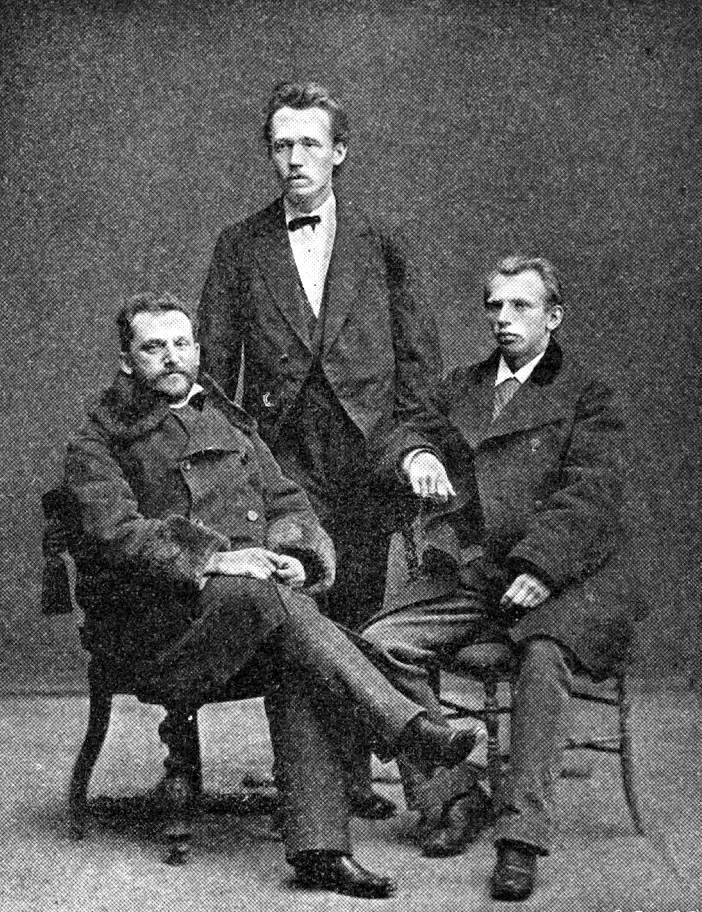
Lumírovci: Zeyer, Sládek, Vrchlický (1879)

Ve studiu pokračoval na Filozofické fakultě Univerzity Karlovy, kde si kromě kursu filozofie zvolil fyziku a matematiku. Matematika však pro něj byla obtížná, a proto si v druhém semestru vybral přírodopis. Jelikož jeho rodiče chtěli, aby byl knězem, odmítli ho podporovat při studiích, a nakonec se s ním rozešli ve zlém. Po rozchodu s rodiči se živil kondicemi. Později začal psát básně, vydával je a pracoval v nakladatelstvích spojených s lumírovci, zastával důležité místo v nově vzniklém spolku Ruch.
Roku 1868 se mu s přispěním přátel podařilo shromáždit finanční prostředky na cestu do USA. Sám si stanovil tři hlavní cíle: poznání americké kultury, politiky a přírody, dále sbírání přírodnin pro Muzeum království českého a za třetí spojení s krajany a jejich zapojení do české záležitosti ve vlasti. V Americe strávil dva roky, procestoval ji od Michiganu přes Caledonii, New Orleans, Houston do San Antonia, kde strávil půl roku. Pracoval v mnoha zaměstnáních, většinou jako dělník a také pomocník faráře polského původu. Naučil se tam polsky a španělsky, sbíral přírodniny. Zajímal se o osudy Indiánů a černochů, s nimiž pracoval, ale také o život Čechoameričanů. Pobyt v USA ho ovlivnil na celý život a odrazil se i v jeho literární tvorbě. Psal básně s indiánskou tematikou i krátké prózy z různých míst. Své cesty popsal v pojednáních Z cesty do Texasu a Jaru vstříc. Překládal díla amerických autorů, například Longfellowův epos Píseň o Hiawathovi (The Song of Hiawatha). Byl orientován především na anglo-americkou literaturu.
Po návratu z Ameriky roku 1872 získal městské právo v Praze, bydlel na Smíchově a vyučoval angličtinu na Českoslovanské obchodní akademii v Resslově ulici (1872–1900), externě také na České technice. Později působil i jako lektor na pražské univerzitě. Pro pedagogické působení napsal učebnici angličtiny a čítanku se slovníčkem.

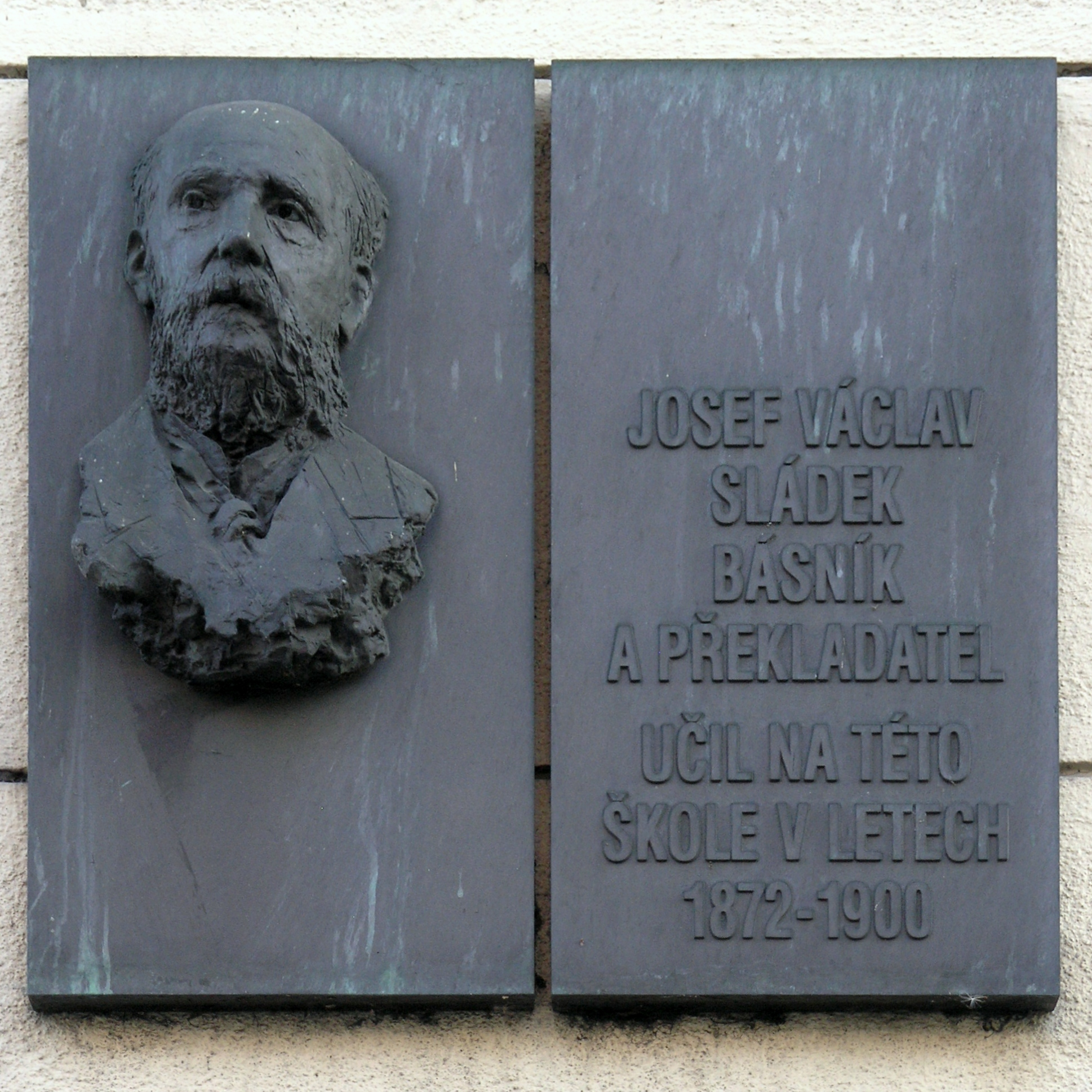
Pamětní deska na budově OA v Praze, Resslově ulici 8

Mezi lety 1870–1875 byl redaktorem Národních listů. Začal učit na Polytechnickém ústavu království Českého v Praze. V roce 1873 se stal spoluvydavatelem časopisu Lumír, ve kterém od roku 1877 působil jako redaktor a brzy jako vedoucí redaktor, jímž zůstal až do konce svého působení, tj. do roku 1898. Své básně, povídky a články uveřejňoval také v dalších časopisech, např. v Květech, Světozoru nebo Osvětě.
V roce 1877 byl Sládek spolu se Zeyerem v létě několik týdnů ve Skandinávii. Rodinné štěstí, které přišlo s druhým manželstvím, se projevilo v rozvoji tvůrčí aktivity po roce 1880. Vyšly básnické sbírky Jiskry na moři (1880), Světlou stopou (1881), Na prahu ráje (1883), Ze života (1884) a další. V roce 1887 vydal první sbírku poezie pro děti Zlatý máj, po níž následovaly Skřivánčí písně. Mnoho z básniček bylo zhudebněno. Kromě toho se soustavně věnoval překladatelské činnosti.
Od roku 1900 ho zdravotní problémy přiměly k ukončení pedagogické činnosti, když se již předtím vzdal práce v redakci časopisu Lumír. V roce 1909 vyšla Sládkovi poslední sbírka básní Dvě knihy veršů, ve které se loučí se životem v básni Až bude skončeno.
Ke konci života žil Sládek zcela v ústraní, ošetřován svojí obětavou manželkou, ale přesto stále v plné práci. Zemřel 28. června 1912 ve Zbirohu, uprostřed práce na překladu Shakespearova Krále Jindřicha IV. Pochován byl na vyšehradském hřbitově ve Slavíně.

### Rodinný život
Dne 15. září 1873 se oženil s Emílií Nedvídkovou (1851–1874), dcerou továrníka a starosty okresu Počáteckého Aloise Nedvídka, do které byl zamilován od roku 1867. Poprvé se setkali, když bylo Emílii patnáct let, na plese v roce 1867, těsně před Sládkovým odjezdem do USA. V srpnu 1874 Emílie zemřela po porodu mrtvého dítěte. To mělo vliv na zhoršení jeho psychického stavu, projevily se deprese, propukla nervová choroba doprovázená silnými bolestmi.

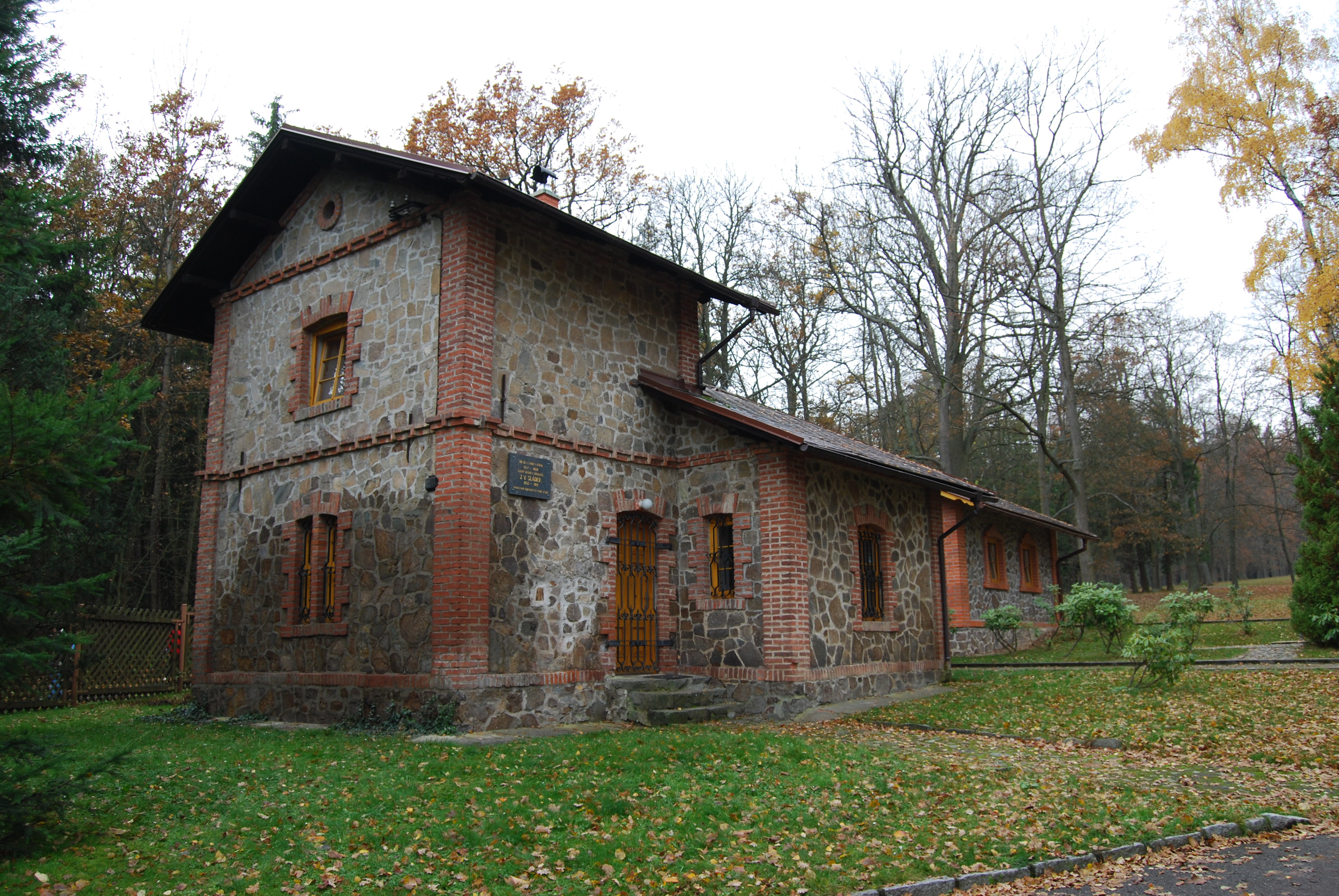
Zahradní domek ve Vysoké u Příbramě s pamětní deskou upomínající na pobyt Josefa Václava Sládka v letech 1897–1898

Podruhé se Josef Václav Sládek oženil 14. července 1879. Sládkova druhá manželka Marie Veselá (27. 1. 1857 – 18. 9. 1936) pocházela po matce Antonii ze sklářského rodu Kavalírů. Její matka byla dcerou zakladatele skláren Františka Kavalíra a sestrou Josefa a Eduarda Kavalierů (sklárny Sázava, Nusle). Mariina sestra Anna Veselá (1860–1940) byla operní pěvkyní a primadonou Národního divadla v Praze, teta Anna Kavalírová (1825–1893), básnířka, byla provdána za Josefa Václava Friče.
Manželé Sládkovi měli jedinou dceru Helenu (1880–1946). Ta se v dětství přátelila s Herbertem a Alicí Masarykovými, s nimiž se potkávala v Americkém klubu dam, kam společně docházeli manželé Masarykovi i Sládkovi. Oba manželské páry spojoval mimo jiné zájem o anglosaskou kulturu a USA, odkud pocházela Charlotta Masaryková a kde Sládek, jak je zmíněno výše, strávil dvě léta, kdežto T. G. Masaryk zde před 1. světovou válkou absolvoval několik kratších pobytů.
V letech 1897–1898 žil v zahradním domku na okraji parku zámečku svého přítele hraběte Kounice ve Vysoké u Příbramě. Kvůli zhoršenému zdraví často jezdil do lázní Svatá Kateřina nedaleko Počátek. V roce 1907 si nechal postavit vilku ve Zbirohu. 
Jeho památce se věnuje Museum Josefa Václava Sládka ve Zbirohu.

## Dílo
Sládkovým typickým tématem je český venkov, kde se postava rolníka (oráče) stává symbolem národa a jeho odolnosti. Ve svých dílech hledá lidské hodnoty, častým námětem je pro něj domov, dětství, rodný kraj.
Láska k venkovu a lidovým postavám vedla až k ohlasovému rázu jeho poezie (Starosvětské písničky, České znělky). Sládek si venkovský svět zidealizoval s blízkostí přírody. Venkovský život mu připadá poetičtější než život ve městě. Sládek si uvědomuje i stinné stránky venkovského života, uvědomuje si cenu práce a váží si jí.
Jeho verš je jednoduchý, rytmický a melodický, slovník je bohatý na zdrobněliny (deminutiva). To vedlo ke zhudebnění jeho básní Karlem Bendlem a Josefem Bohuslavem Foersterem.

### Americká tematika
- Básně (1875)
  - Na hrobech indiánských – vyjádřil své okouzlení americkou přírodou, a zároveň tragédii amerického kapitalismu, který pro zisk neváhá nemilosrdně likvidovat původní obyvatelstvo
  - Pomník Indiánův
  - Hrob v pralese
  - U Michiganu
- Kalifornské povídky
- Americké obrázky – próza

### Tvorba zaměřená na Čechy
- Jiskry na moři (1880) – intimní lyrika, mírně autobiografická (smrt první ženy, nové manželství, stesk po vlasti – když byl v Americe)
- Světlou stopou (1881)
- Na prahu ráje (1883)
- Ze života (1884)
- Sluncem a stínem (1887)
- Selské písně (1890) – sedlák jako symbol vlastenectví, obraz vesnice, vztah k přírodě
  - Velké, širé, rodné lány. Zhudebnil J.B.Foerster.
- České znělky – pohled na českého sedláka, který symbolizuje mravní hodnoty českého národa, vyšlo spolu se Selskými písněmi
- Starosvětské písničky (1891) – intimně lyrická poezie, básník zde přiznává hluboký vztah k matce. Inspiraci k tomuto dílu čerpal z lidové poezie. Tato sbírka patří k nejlepším dílům, nejen Sládkovým, ale i celého tohoto období české literatury
- Směska (1891)
- České písně (1892) – v této sbírce projevil své vlastenectví, některé básně byly zhudebněny
- V zimním slunci (1897)
- Nové selské písně
- Za soumraku (1907)
- Léthé a jiné básně (1908)

### Pro děti
Zpěvné verše, prostým jazykem s humorem a laskavostí učí lásce k vlasti, přírodě a rodičům.
- Zvony a zvonky, obsahuje všeobecně známou báseň Lesní studánka
- Zlatý máj
- Skřivánčí písně
- Orel a skřivánek

### Divadelní hry
- Práce
- Písně pohřební

### Jazykové učebnice
- Anglická čítanka se slovníčkem
- Průpravná mluvnice anglického jazyka s příklady a výslovností

### Výbory
- Obrazy (1945) – skládá se z oddílů Z nového světa, Miniatury, Romance a balady, Idyly, Z domova a ze života, Písně, Památník
- Píseň života (1945) – skládá se z oddílů Ve stínu smrti (1875), Jiskry na moři (1875–1879), Světlou stopou (1881), Ze života (1884), Sluncem a stínem (1887), Znělky Jaroslavu Vrchlickému, Jiné písně, V zimním slunci (1897), Za soumraku (1907), Léthé (1908)

### Překlady
Přeložil 33 dramat od Williama Shakespeara, překládal též Burnse, Longfellowa, Harta, Lermontova, Byrona, Coleridge, Kiplinga a další.
Překládal i z dalších jazyků (dánština, švédština, polština, maďarština, španělština, …), tyto překlady však už nejsou tak kvalitní jako překlady z angličtiny[zdroj?] a byly pro Sládka poněkud okrajovou záležitostí. Ze švédštiny přeložil později například Píseň o Frithiofovi (Frihjofs saga) od švédského básníka Esaiase Tégnera z vikingského údobí 8. století v Norsku.
Méně známá je skutečnost, že Sládek přeložil českou hymnu Kde domov můj do angličtiny, kde „země česká, domov můj“ překládá jako „Czechia, my fatherland“.
Dále se zachovalo velké množství novinových a časopisových článků a fejetonů, jejichž náměty čerpá z pobytu v USA.

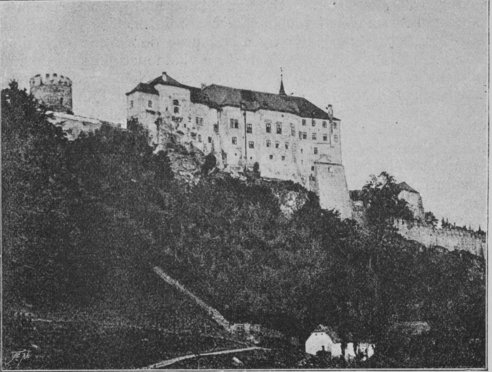
J. V. Sládek: Hrad Šternberk

### Amatérská fotografie
Byl také nadšeným amatérským fotografem. V USA zhotovoval svým hostitelům portréty za nocleh a jídlo. Později fotografoval prosté venkovské motivy a momentky, někdy režírované. V 90. letech byl členem redakční rady Fotografického věstníku a o svém koníčku napsal dva články do dalších časopisů (Fotografie momentní v Lumíru 1886 a Šternberk na Sázavě ve Zlaté Praze 1885). Řadu jeho snímků uchovává muzeum Zbiroh.

### Sládek a jeho dílo v ohlasech
Josef Václav Sládek, či spíše jeho dílo hraje roli v divadelní hře Afrika fiktivního autora Járy Cimrmana.
Lesní studánka, kterou popsal Josef Václav Sládek ve stejnojmenné básni, se nachází v rokli na Matčině hoře u cesty ze Zbirohu k Sýkorovu mlýnu. Každé jaro se koná její symbolické otevření.